# Chartocerus ranae
Chartocerus ranae är en stekelart som först beskrevs av Subba Rao 1957.  Chartocerus ranae ingår i släktet Chartocerus och familjen långklubbsteklar. Inga underarter finns listade i Catalogue of Life.